# Andrei Kirillowitsch Rasumowski

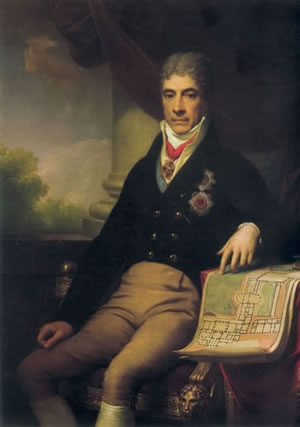
Andrei Rasumowski auf einem Gemälde von Johann Baptist Lampi dem Älteren

Fürst (bis 1815 Graf) Andrei Kirillowitsch Rasumowski, auch Andreas Rasumofsky (auch Razumowsky oder Razumovsky) wiss. Transliteration ukrainisch Андрій Кирилович Розумовський, wiss. Transliteration Andrij Kyrylovyč Rozumovsʹkyj; russisch Андрей Кириллович Разумовский, Andrej Kirillovič Razumovskij; (* 2. November 1752 in Gluchow, Russisches Kaiserreich; † 23. September 1836 in Wien, Kaisertum Österreich), war ein russischer Diplomat, Musikmäzen und Kunstsammler ukrainischer Herkunft. Er war Sohn des letzten Hetman der Saporoger Kosaken, Kirill Rasumowski, und von Jekaterina Naryschkina, die eine Cousine der Kaiserin Elisabeth von Russland war.

## Leben

Graf Rasumowsky, Aquarell von Jean-Baptiste Isabey (1812), Wien, Albertina

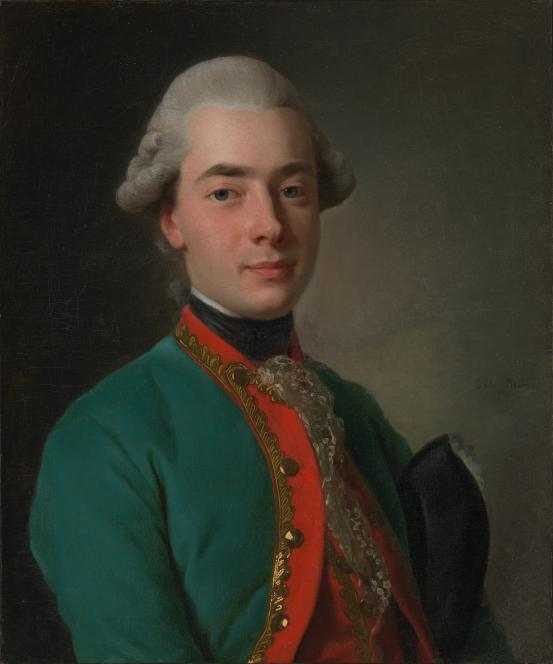
Alexander Roslin: Portrait des Grafen Rasumowsky, 1776, Öl auf Leinwand, 63,8 × 52,7 cm, (National Gallery of Victoria, Melbourne)

Er erhielt im Elternhaus eine ausgezeichnete Erziehung durch den Straßburger Ludwig Heinrich von Nicolay. Vom Vater zum Dienst bei der Marine bestimmt, diente er auf englischen Schiffen und nahm an der Seeschlacht bei Chios gegen die Türken teil. Angeblich wegen einer Liebesaffäre mit Wilhelmine von Hessen-Darmstadt, der späteren Gemahlin des Zaren Paul, wurde er als Gesandter nach Neapel in die Verbannung geschickt. Anschließend fand er Verwendung als Gesandter in Kopenhagen und Stockholm.
1792 bis 1807 war er als Gesandter am Wiener Hof, wo er bei der Teilung Polens und in den Koalitionskriegen eine bedeutende diplomatische Rolle spielte. Er ließ sich nun dauerhaft in Wien nieder und war 1814 russischer Delegierter beim Wiener Kongress. Am 31. Dezember 1814 brannte das von ihm erbaute prachtvolle Palais Rasumofsky in der Vorstadt Landstraße, heute 3. Wiener Gemeindebezirk, zum Teil nieder, wobei bedeutende Kunstschätze verlorengingen.

## Privatleben
In erster Ehe war Rasumowski mit Elisabeth Gräfin von Thun (eine der von Füger gemalten „Drei Grazien“), Schwägerin des Fürsten Karl Lichnowsky, verheiratet. In zweiter Ehe (seit 10. Februar 1816) war er mit der Gräfin Konstanze von Thürheim (1785–1867) verheiratet, der Schwester der Gräfin Lulu von Thürheim.

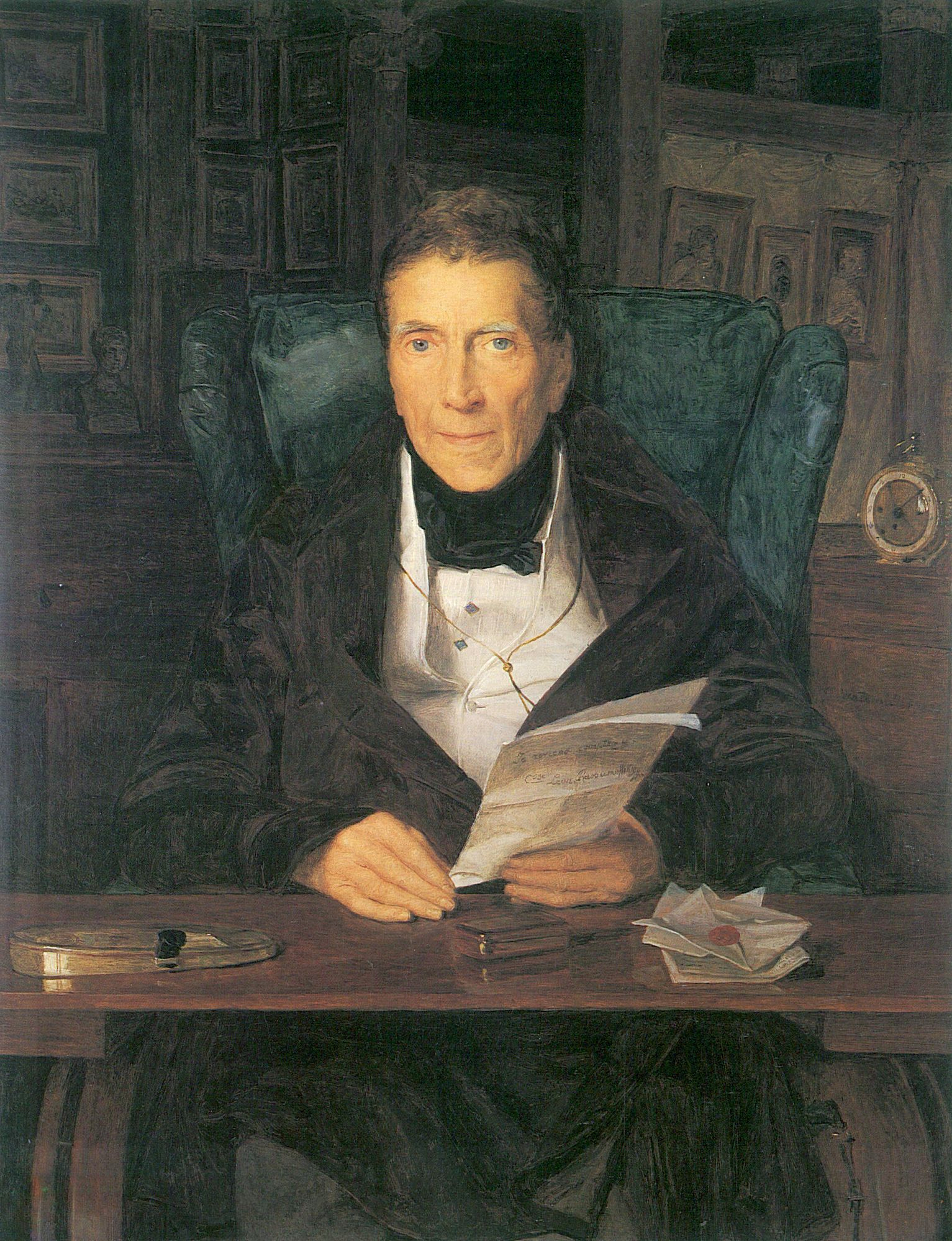
Ferdinand Georg Waldmüller: Bildnis des russischen Gesandten am Wiener Hofe Fürst Rasumowsky, 1835, Öl auf Holz, 39 × 31 cm, (Privatbesitz).

## Musikgeschichtliche Bedeutung
1808 bis 1816 unterhielt Rasumowski das erste professionelle Streichquartett mit Ignaz Schuppanzigh als Primarius, das auch vorher und nachher aktive Schuppanzigh-Quartett. Es trat zunächst nur in privaten Veranstaltungen auf, später auch öffentlich.
Rasumowski selbst spielte Violine und die Erzlaute Torban. Von Rasumowskis Mäzenatentum profitierten mehrere bedeutende Komponisten, mit denen er persönlich befreundet war, darunter Joseph Haydn, Wolfgang Amadeus Mozart und insbesondere Ludwig van Beethoven. Dieser widmete ihm die sogenannten Rasumowski-Quartette op. 59 Nr. 1, Nr. 2 und Nr. 3, außerdem die 5. Sinfonie c-Moll op. 67 und die 6. Sinfonie F-Dur op. 68.
Im Jahr 1862 wurde in Wien Wien-Landstraße (3. Bezirk) die Rasumofskygasse nach ihm benannt; in dieser Gasse befindet sich sein Palais und dessen Stallungen.